# رابرت کازینسکی
رابرت جان اپلبی (انگلیسی: Robert John Appleby؛ زادۀ ۱۸ نوامبر ۱۹۸۳) که با نام حرفه‌ای رابرت کازینسکی (انگلیسی: Robert Kazineky) شناخته‌می‌شود، بازیگر انگلیسی است. او با بازی در نقش شان اسلیتر در مجموعۀ تلویزیونی ایست‌اندرز به شهرت رسید. از نقش‌های سینمایی وی می‌توان به چاک هانسن در حاشیه اقیانوس آرام (۲۰۱۳)، ارگریم در وارکرفت (۲۰۱۶) و دان در کاپیتان مارول (۲۰۱۹) اشاره کرد. او همچنین در فصل شش مجموعۀ تلویزیونی اچ‌بی‌او، خون حقیقی نیز به ایفای نقش پرداخته‌است.
او زمانی که حرفه بازیگری خود را آغاز کرد، نام میانی پدربزرگش «کازینسکی» را به عنوان نام هنری خود برگزید.

## فیلم‌شناسی
- دم‌قرمزها (۲۰۱۲)
- هابیت: یک سفر غیرمنتظره (۲۰۱۲)
- حاشیه اقیانوس آرام (۲۰۱۳)
- تعقیب آتشین (۲۰۱۵)
- وارکرفت (۲۰۱۶)
- لال (۲۰۱۸)
- کاپیتان مارول (۲۰۱۹)
- مرد خاکستری (۲۰۲۲)

### تلویزیون
- ایست‌اندرز (۲۰۰۹–۲۰۰۶)
- مرغ ربات (۲۰۱۳)
- خون حقیقی (۲۰۱۶)